# گرال-موریتس
گرال-موریتس (به آلمانی: Graal-Müritz) یک شهر در آلمان است که در Rostock District واقع شده‌است. گرال-موریتس ۴٬۲۶۲ نفر جمعیت دارد.

## خواهرخوانده
شهر Barsbüttel خواهرخواندهٔ گرال-موریتس هست.